# Lac Zaravína
Le lac Zaravína, en grec moderne : λίμνη Ζαραβίνα(ς), également appelé Nezerós - Nizerós (Νεζερός - Νιζερός), est un lac naturel du district régional d'Ioánnina dans l'Épire, en Grèce. Plus précisément, il est situé dans le dème de Pogóni, dans le village de Zaravína, à une altitude de 458 m. C'est l'un des lacs les plus profonds de Grèce avec une profondeur maximale de 31,5 m et sa superficie est de 0,301 km2. Il est situé en face de l'autoroute Ioánnina-Kakavia et est à 45 km du centre urbain le plus proche, Ioánnina, et à quatorze km de la frontière gréco-albanaise. Les localités les plus proches sont les villages de Zaravína, à quatre kilomètres, et de Sitariá (el), à 5,5 km. Point de référence de la région, tant pour sa beauté naturelle que pour son importance écologique, il est cédé à l'État grec en 2009 après un long conflit juridique. Il est déclaré paysage d'une beauté naturelle exceptionnelle depuis août 1983. Plus tard, il est inclus, avec la forêt voisine de Merópi, la vallée de la rivière Gormós et Oreókastro, dans le réseau européen de protection de l'environnement naturel NATURA-2000, avec une priorité élevée de protection et avec le code GR2130010.